# گالاپاگار
گالاپاگار (به اسپانیایی: Galapagar) یک منطقهٔ مسکونی در اسپانیا است که در مادرید (بخش خودمختار) واقع شده‌است. گالاپاگار ۶۵ کیلومتر مربع مساحت دارد ۸۸۱ متر بالاتر از سطح دریا واقع شده‌است.